# Michelberg (Haselbach)
Der Michelberg ist ein Berg in Niederösterreich im Bezirk Korneuburg nahe der Ortschaft Haselbach (Gemeinde Niederhollabrunn). Mit einer Höhe von 409 m ü. A. ist er die höchste Erhebung des Rohrwalds und ein beliebter Aussichtspunkt im Gebiet Korneuburg und Stockerau.

## Geographie

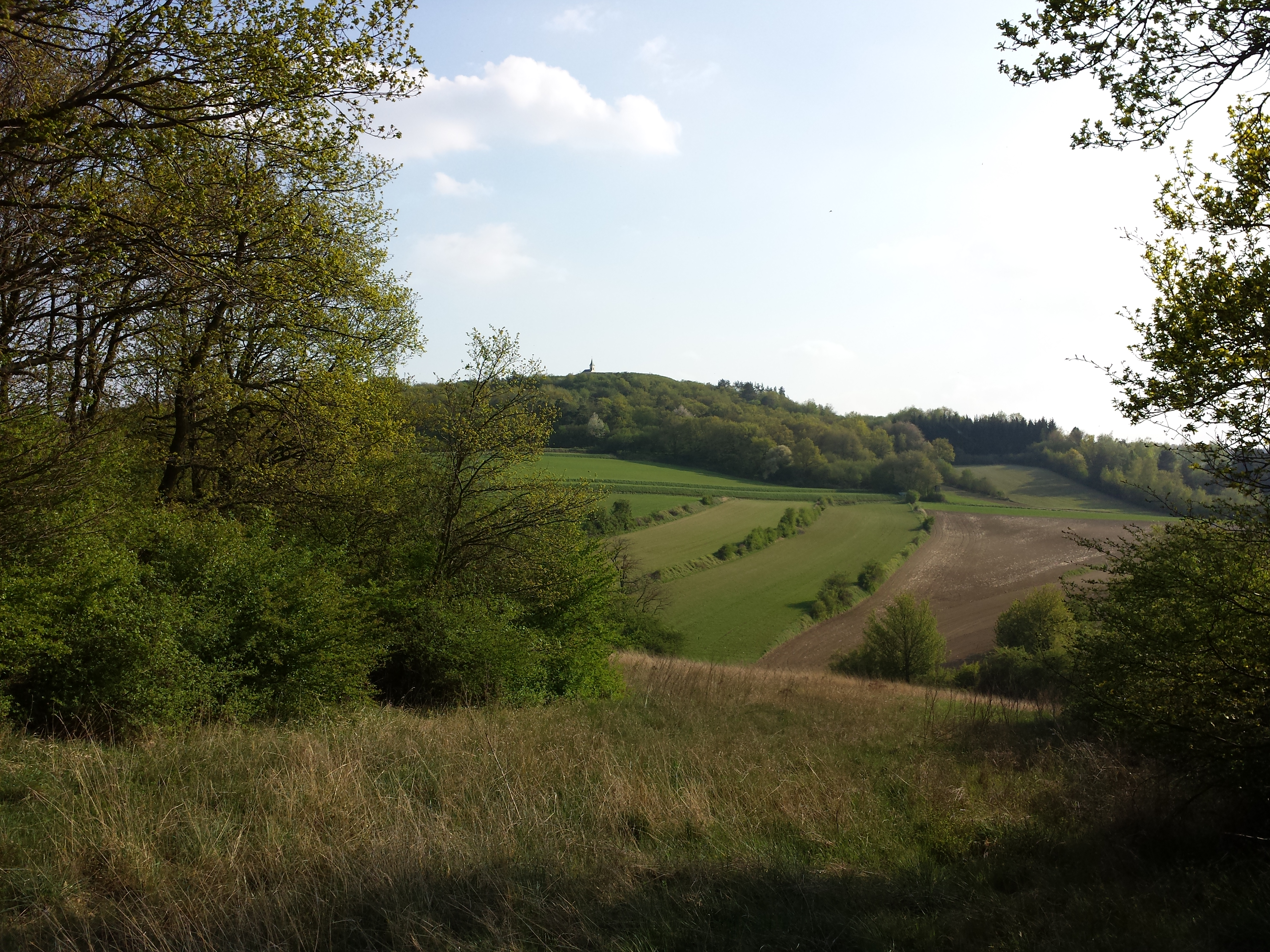
Der Michelberg vom Grillenberg aus gesehen

Der Michelberg gehört geologisch zur Waschbergzone. Alte und neue Steinbrüche zeigen Kalkgestein, in dem sich Überreste von sogenannten prähistorischen Münztieren finden, weshalb dieser Kalk auch Nummulitenkalk genannt wird.
Die Höhen Michelberg und Waschberg tragen kleinere Waldbestände, den Großteil bedeckt eine Grasdecke. An den Hängen erstrecken sich Weingärten und Felder.
Bei guter Sicht überblickt man den Alpenbogen vom Schneeberg bis zum Traunstein und sieht weit ins Tullnerfeld, ins Weinviertel sowie ins Donautal nach Wien. Auf einem großen Stein befindet sich eine Panoramascheibe, welche die Orientierung erleichtert.
Ein Stück unterhalb des Gipfels mit seiner Kapelle befindet sich eine Jausenstation (Gasthaus).

## Geschichte

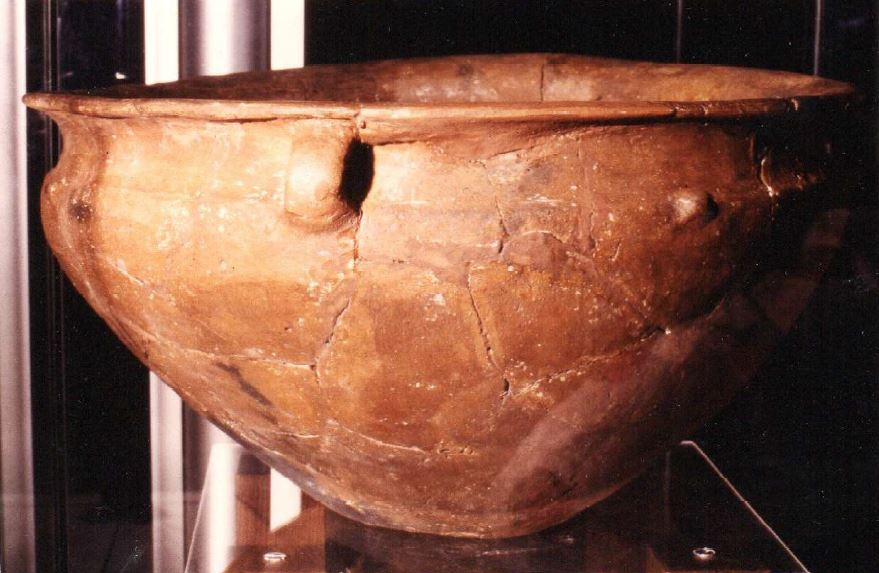
Frühbronzezeitliche Keramik vom Michelberg

Der Michelberg hat auch eine lange Vergangenheit als Kultstätte. Die Lage am Schnittpunkt zwischen Bernsteinstraße und Donauweg sowie dem Limes Noricus verliehen dem Michelberg seit Jahrhunderten eine große Bedeutung.
Die römischen Kaiser Marc Aurel ließ nach den Markomannenkriegen am linken Donauufer an dafür geeigneten Punkten Befestigungsanlagen errichten. Aufgrund seiner Lage am Donaulimes, der Nähe zum fast römischen Standlager Cetium Asturias sowie ausgestattet mit einer ausgebreiteten Fernsicht und der isolierten Lage eignete sich der Michelberg hervorragend für eine derartige Anlage.
Dank seiner Fernsicht bis zur ungarischen Grenze wurde der Michelberg auch von Kaiser Ferdinand I. in die Reihe jener Wachpunkte aufgenommen, von denen aus mittels Kreidfeuern vor dem Herannahen von Feinden gewarnt wurde. Der Michelberg liegt am seit 2010 beschilderten Jakobsweg Weinviertel.

### Kirche und Kapelle

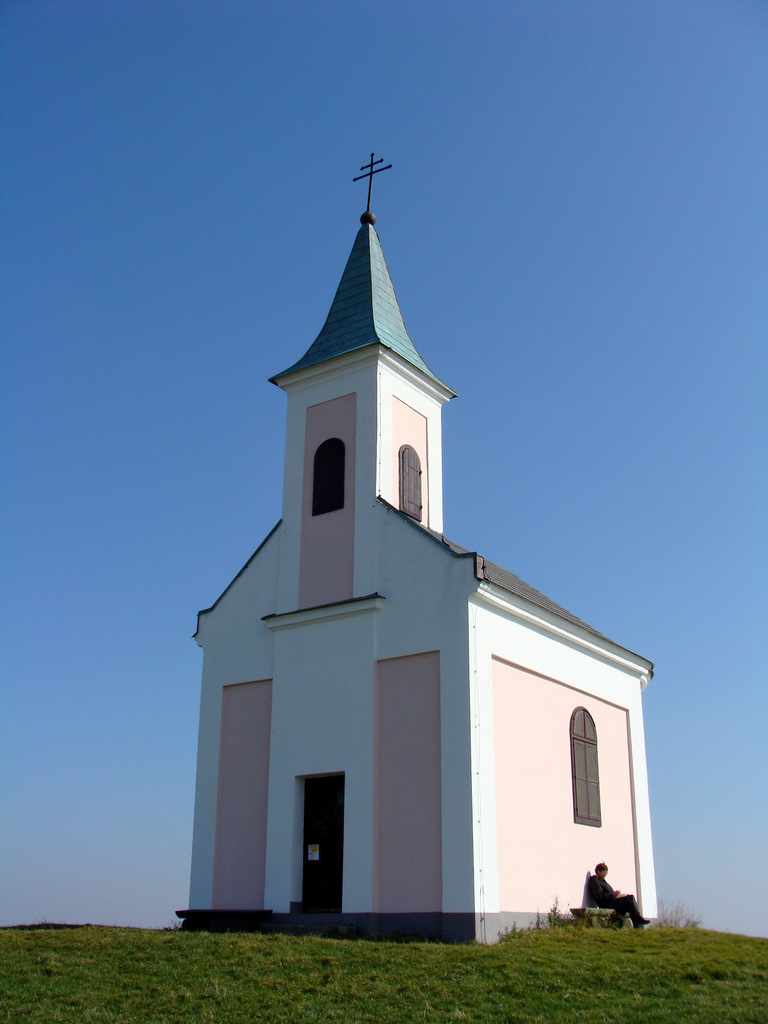
Kapelle am Michelberg

Der gebürtige Haselbacher Thomas Ebendorfer (1388–1464) befasst sich mit der Geschichte des nahe an seinem Heimatort gelegenen Michelbergs. Eberndorfer berichtete von einer spätantiken Pfarrkirche am Michelberg, welche im 5. Jahrhundert durch Attilas Hunnen zerstört und etwa um 740 in Niederhollabrunn wiedererrichtet wurde. Aus dem 9. Jahrhundert ist die Michaelskirche nachgewiesen, welche lange Zeit ein beliebtes Wallfahrtsziel war. Im 13. Jahrhundert wurde eine Kirche im romanischen Stil errichtet. Die in Form einer Chorquadratkirche angelegte Kirche hatte einen Kirchturm im Westen. Um 1500 wurde ein neuer, größerer Kirchturm an der Südseite des Langhauses gebaut.
Zwischen 1745 und 1748 wurde die alte Kirche großteils abgebaut und eine neue, barocke Pilgerkirche errichtet. An der Südseite befand sich der Glockenturm und an der Südwestseite das Haus des Mesners, in welchem sich ein großer Backofen befand. Keine 40 Jahre später, im Zuge der Josephinischen Reformen 1783 wurde die Kirche geschlossen und in den Jahren 1785 bis 1786 unter Zuhilfenahme von Sprengstoff abgerissen. Mit dem Abbruchmaterial wurde durch das Klosterneuburger Chorherren in Haselbach eine neue Kirche gebaut. Hochaltar, Kanzel und das Marienbild wurden von der ehemaligen Bergkirche in die 1788 eröffnete Kirche in Haselbach übersiedelt.
Die heutige Kapelle stammt aus dem Jahre 1867 und wurde von der Gemeinde Haselbach errichtet.

### Michaelibründl

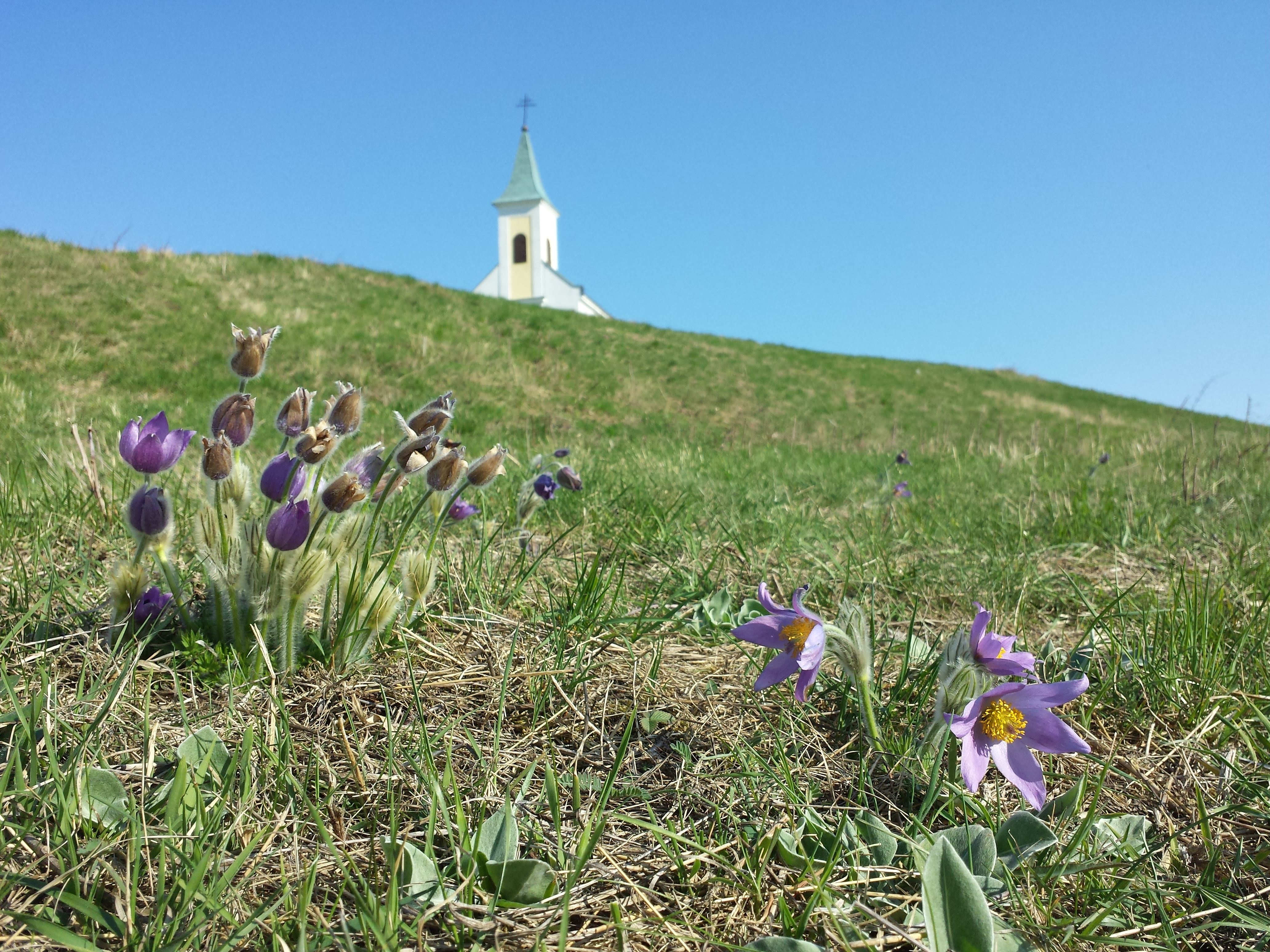
Halbtrockenrasen am Michelberg mit Großer Kuhschelle.

Bis 1870 wurde das Wasser des Michaelibründl für die Ziegelherstellung verwendet. Das alte Ziegelwerk mit Ziegelofen war ca. 300 Meter von der Quelle entfernt und wurde bis 1870 von Michael Haller betrieben. Die wenigen Häuser am Michelberg und im Ort Haselbach wurden ebenfalls von dieser Quelle mit Wasser versorgt. Die Quelle war eine von fünf weiteren Quellen am Michelberg. Heute erinnern nur mehr Flurnamen an die zahlreichen Quellen des wasserreichen Michelberg: Brunnäcker, In Wollmannsbrunn, In Feuchtäckern, Auweingärten usw. Im Zweiten Weltkrieg wurde von der Wehrmacht ein gemauertes, geputztes Brunnenhaus errichtet und eine Wasserleitung zur zeitgleich erbauten Kaserne errichtet.

### Steinbruch
Ende des 19. Jahrhunderts bis 1920 wurde Kalkstein in mehreren Steinbrüchen gebrochen. Die 1867 errichtete Kapelle wurden ebenfalls mit vom Steinbruch gebrochenen Bausteinen errichtet. Der Steinbruch war damals im Besitz der Gemeinde Haselbach. Ab 1898 wurde der Steinbruch von Alois Pascon gepachtet, welcher Schotter für den Straßenbau und Steine für den Hausbau herstellte. Von 1933 bis 1940 wurde der Steinbruch und das Gasthaus von Franz Haller gepachtet. Der gemauerte Turm am Parkplatz des Gasthauses war der Unterbau einer Verladerampe für das abgebaute Gestein.

### Funkleit-Versuchsanlage Wotan
Schon in der Steinzeit wurde die exponierte Lage und die baumfreie Kuppe als Beobachtungsstation genützt. Im Zweiten Weltkrieg im Jahre 1942 wurde auf der Kuppe des Michelberg und des Waschberg eine Funkleit-Versuchsanlage nach dem Y-Verfahren des Luftnachrichten-Regimentes errichtet, welche der Erkundung der Aktivitäten der Alliierten diente. Die Funkleitanlage war ein Ableger der Forschungsstelle der Luftwaffe in Rechlin/Müritz in der ein neuartiges Funkleitstrahlsystem eingesetzt wurde. Dazu befanden sich zwei Y-Geräte (Deckname Fridolin I und Jochen), ein Peilsender (Deckname Wolfgang) am Michelberg, sowie ein weiteres Y-Gerät am Waschberg (Deckname Fridolin II). Am Südhang unterhalb der Kuppe lag eine kleine Kaserne für 80 Soldaten welche von der deutschen Wehrmacht als Unterstand für die diensthabenden Offiziere und Soldaten errichtet wurde. Das Wasser für die Kaserne wurde vom Michaelibründl entnommen und über eine Wasserleitung zur Kaserne geleitet. Das umliegende Gebiet wurde zum militärischen Sperrgebiet erklärt. Mit dem Näherrücken der Front wurde die Anlage am 10. April 1945 gesprengt. Die Fundamente der Kaserne und der Garage sind heute noch sichtbar.

## Archäologische Funde

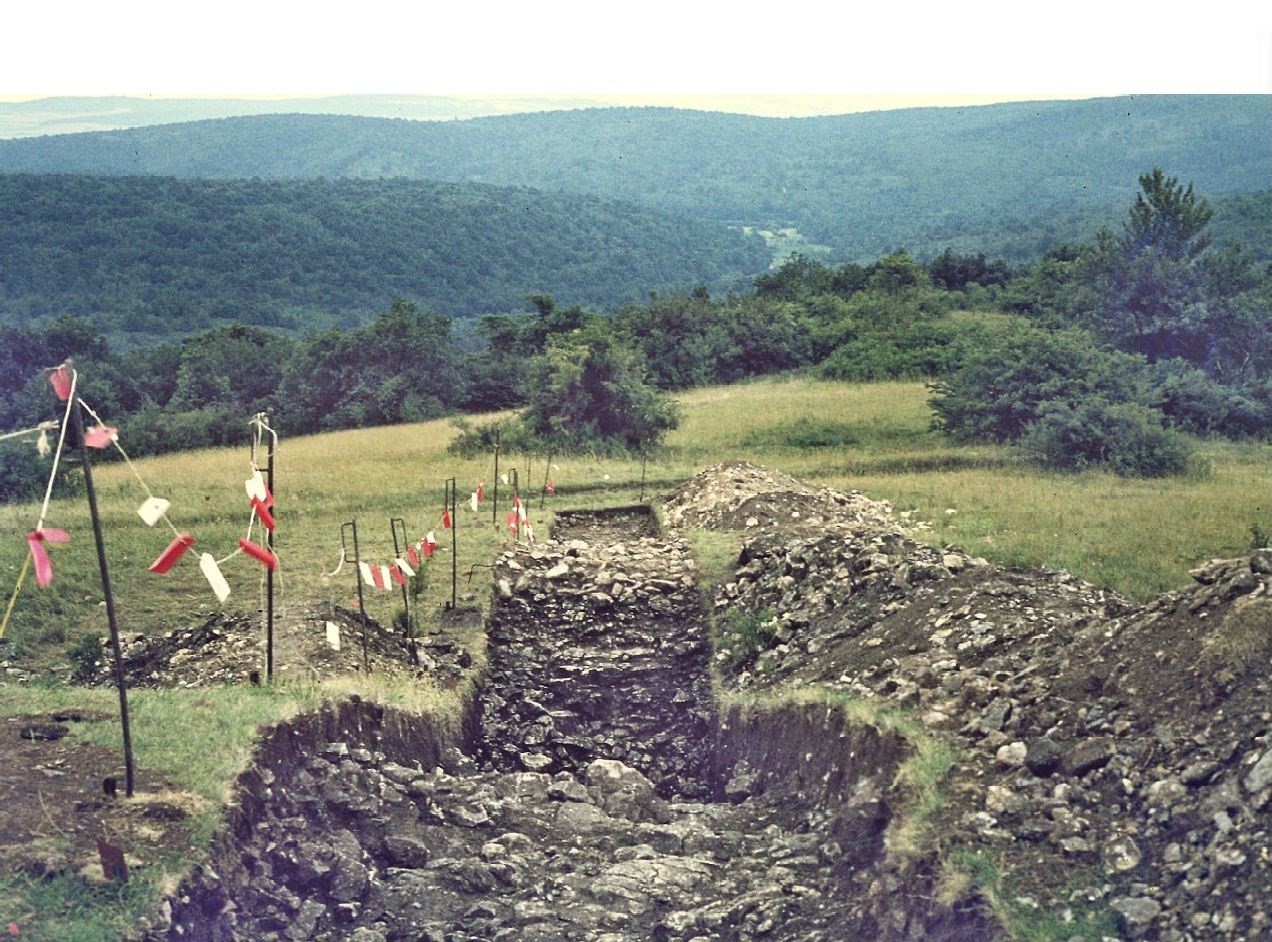
Archäologische Grabung bei Wall und Graben am Michelberg

Im Jahr 2010 wurden bei Grabungen Reste einer Kirche sowie etwa 100 Gräber freigelegt. Auch im Folgejahr wurden nochmals 50 Gräber gefunden, sodass man annimmt, dass es sich um einen frühen Friedhof handelt.